# Mężczyźni mający kontakty seksualne z mężczyznami

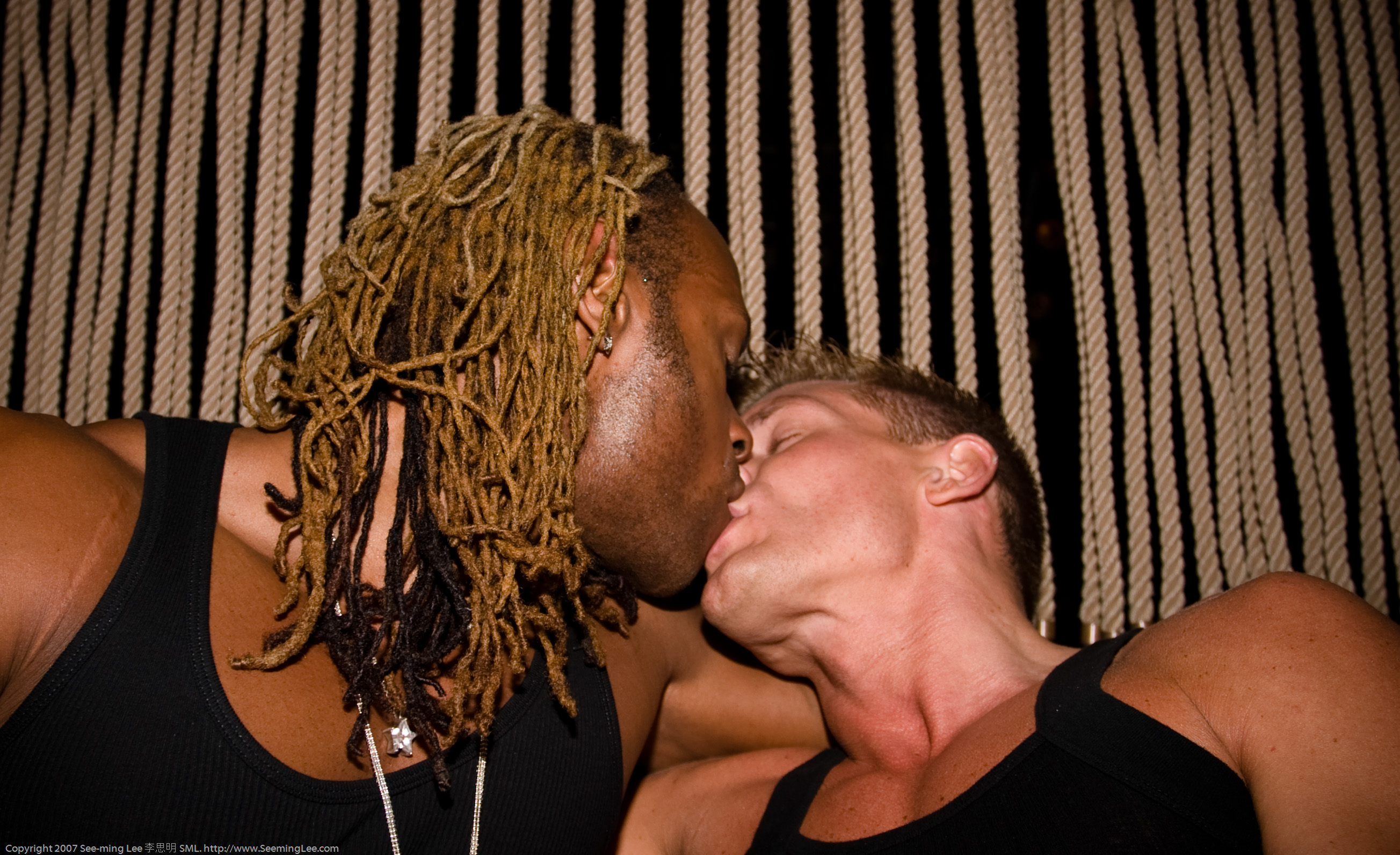
Całujący się mężczyźni

Mężczyźni mający kontakty seksualne z mężczyznami (ang. men who have sex with men, males who have sex with males, w skrócie MSM); mężczyźni mający seks z mężczyznami, mężczyźni uprawiający seks z mężczyznami – określenie mężczyzn, którzy angażują się w aktywność seksualną z innymi mężczyznami niezależnie od tego, w jaki sposób sami się identyfikują. Mogą oni identyfikować się jako osoby homoseksualne, biseksualne, heteroseksualne lub całkowicie zrezygnować z określania się pod kątem orientacji seksualnej. Grupa obejmuje również mężczyzn trudniących się prostytucją homoseksualną.
Pojęcie zostało wprowadzone w latach 90. XX w. przez epidemiologów w celu analizy rozprzestrzeniania się chorób wśród mężczyzn uprawiających seks z mężczyznami, bez względu na orientację seksualną. Termin jest stosowany w literaturze medycznej i badaniach społecznych do opisywania takich mężczyzn jako grupy badanej bez uwzględniania kwestii tożsamości seksualnej.
Ustalenie liczby mężczyzn, którzy kiedykolwiek uprawiali seks z innym mężczyzną, jest trudne. Na całym świecie co najmniej 3% mężczyzn, a być może nawet 16% mężczyzn, przynajmniej raz uprawiało seks z innym mężczyzną. To wskazuje na ogólną populację od 45 do 240 milionów mężczyzn.

## Praktyki seksualne

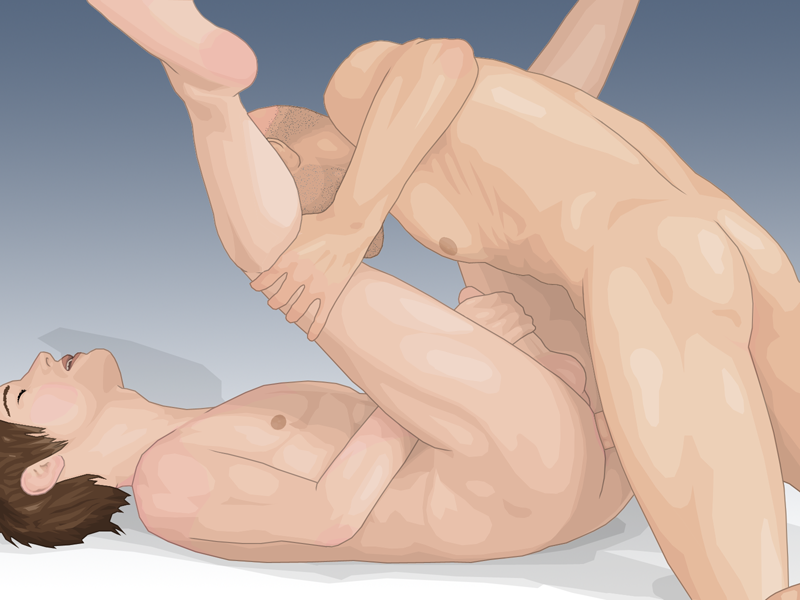
Stosunek analny MSM: mężczyzna penetrujący to top, a mężczyzna penetrowany (leżący) to bottom

Historycznie stosunek analny był powszechnie kojarzony z męskim homoseksualizmem i MSM. Doniesienia dotyczące powszechności uprawiania seksu analnego wśród MSM zmieniały się w czasie, przy czym niektóre wartości procentowe były wyższe niż inne. Znaczny procent gejów i biseksualnych mężczyzn deklaruje życiowy udział w seksie analnym. Jednak wielu MSM nie uprawia seksu analnego i może uprawiać zamiast tego seks oralny, frot lub wzajemną masturbację. Wellings i inni stwierdzili, że „utożsamianie «homoseksualistów» z «seksem analnym» wśród mężczyzn jest powszechne zarówno wśród laików, jak i pracowników służby zdrowia”, podczas gdy badanie online przeprowadzone w Europie na 18 tys. MSM wykazało, że wśród nich najczęściej praktykowany jest seks oralny, następnie – wzajemna masturbacja, a stosunek analny zajął dopiero trzecie miejsce w zestawieniu. Ankieta z 2011 przeprowadzona przez The Journal of Sexual Medicine ujawniła podobne wyniki dotyczące mężczyzn homoseksualnych i biseksualnych w Stanach Zjednoczonych. Całowanie partnera w usta (74,5%), seks oralny (72,7%) i wzajemna masturbacja (68,4%) były najczęstszymi praktykami, przy czym 63,2% próby zgłaszało od pięciu do dziewięciu różnych zachowań seksualnych podczas ich ostatniego zbliżenia.
Wśród mężczyzn uprawiających seks analny z innymi mężczyznami partner penetracyjny może być określany jako top (pol. aktyw), a partner penetrowany – jako bottom (pol. pasyw), natomiast mężczyzna, który może pełnić którąkolwiek z tych ról – jako versatile (uniwersalny). Seksowi analnemu może towarzyszyć przyjemność i/lub ból. O ile zakończenia nerwowe w odbycie mogą zapewniać przyjemne uczucia, to orgazm można osiągnąć poprzez receptywną penetrację odbytu poprzez pośrednią stymulację prostaty. Badanie przeprowadzone przez National Survey of Sexual Health and Behavior (NSSHB) wykazało, że mężczyźni zgłaszający przyjmowanie przez siebie pozycji recepcyjnej podczas seksu analnego przy ostatnim zbliżeniu mieli równie duże szanse na osiągnięcie orgazmu, jak mężczyźni, którzy przyjęli rolę penetracyjną. 
W trakcie stosunku seksualnego wśród mężczyzn mogą być wykorzystywane różnorodne pozycje seksualne. W jednym z badań ankietowanych w Wielkiej Brytanii i Stanach Zjednoczonych respondenci, którzy identyfikowali się jako geje, zgłaszali, że ich ulubionymi pozycjami seksualnymi są, kolejno: styl doggy („na pieska”), misjonarski, 69, oral i anal.
MSM mogą brać udział w praktykach BDSM oraz używać akcesoriów seksualnych. Ogólnokrajowe reprezentatywne badanie przeprowadzone w Australii w latach 2001-2002 wykazało, że w ciągu 12 miesięcy poprzedzających badanie, 4,4% gejów i 14,2% biseksualnych mężczyzn uczestniczyło w praktykach seksualnych związanych z BDSM, natomiast 19,2% gejów i 36,4% biseksualnych mężczyzn stosowało akcesoria seksualne.
W przypadku mężczyzn transseksualnych (K/M lub FtM), którzy nadal mają pochwę i uprawiają seks z mężczyznami cisseksualnymi, stosunek płciowy może obejmować penetrację pochwy za pomocą penisa.

## Kwestie zdrowotne
Mężczyźni mający kontakty seksualne z mężczyznami są w grupie wysokiego ryzyka zakażenia chorobami przenoszonymi drogą płciową: m.in. wirusem HIV, wirusowym zapaleniem wątroby typu B, a także wirusowym zapaleniu wątroby typu C (szczególnie u zakażonych HIV). W niektórych sytuacjach kryminalizacja uprawiania zachowań seksualnych przez osoby dorosłe tej samej płci, stygmatyzacja, dyskryminacja i przemoc wobec mężczyzn uprawiających seks z mężczyznami stworzyła środowisko, które zagraża prawom człowieka i w którym jest mniej prawdopodobne, że będą oni mieli dostęp do niezbędnych świadczeń medycznych dotyczących HIV. W związku z tym kwestia ta budzi coraz większe zainteresowanie Światowej Organizacji Zdrowia, co przekłada się na rosnącą liczbę publikacji na ten temat
Zgodnie z wynikami analizy z 2007 r., w dwóch dużych badaniach populacji stwierdzono, że „większość homoseksualnych mężczyzn miała corocznie podobną liczbę partnerów, którzy uprawiali seks bez zabezpieczenia, co heteroseksualni mężczyźni i kobiety”. Zapadalność na raka odbytu wzrasta w krajach rozwiniętych, a w szczególności w grupie MSM zakażonej HIV. W populacji MSM zdarzają się epidemie szigelozy przenoszonej głównie w wyniku kontaktu oralno-analnego.
Obiekcje wobec restrykcji zgłosiły American Medical Association i Amerykański Czerwony Krzyż, argumentując to znacznie lepszymi niż wcześniej metodami testowania, które redukują ewentualną transmisję wirusa HIV do akceptowalnego poziomu. Również ze względu na niską dostępność i krótka żywotność krwi, wykluczanie dawców z nieuzasadnionych naukowo powodów pogarsza sytuację. Po ataku w Orlando w 2016 partia Demokratyczna w USA wyraziła dezaprobatę wobec zakazu w USA, wzywając do jego zniesienia.

## Procesy sądowe
Zakazanie mężczyznom mającym kontakty seksualne z mężczyznami bycia dawcami krwi jest kwestionowane we Francji. Sprawa jest obecnie rozpatrywana przez Europejski Trybunał Praw Człowieka.